# Bounty Killer (film)
Bounty Killer è un film del 2013 scritto, diretto e prodotto da Henry Saine, con protagonista Matthew Marsden, ambientato in un futuro distopico.

## Trama
In un futuro distopico le corporazioni governano il mondo ed hanno le loro guerre private. Un ladro ruba una diligenza che trasporta un prigioniero pericoloso chiamato Bounty Killer. Una volta liberato, il ladro ed il criminale fanno squadra e si dirigono verso una piccola città del deserto.

## Produzione
Le riprese del film si svolgono nello Stato della California (Stati Uniti d'America), tra le città di Los Angeles, Glendale, Santa Clarita ed il lago El Mirage.

## Distribuzione
Il primo trailer del film viene diffuso il 16 agosto 2013.
La pellicola è stata presentata al Dallas International Film Festival il 5 aprile 2013 ed al Fantasia International Film Festival il 23 luglio.

### Divieto
Il film è stato vietato ai minori di 18 anni negli Stati Uniti d'America, ed ai minori di 15 anni in Australia, per la presenza di "forte violenza sanguinaria, linguaggio non adatto e contenuto sessuale con nudità".